# Čukarica
Čukarica (en serbe cyrillique : Чукарица) est une municipalité de Serbie. Elle fait partie des 17 municipalités qui constituent le district de Belgrade et elle est une des 10 municipalités urbaines qui composent la ville de Belgrade intra muros. Au recensement de 2011, elle comptait 179 031 habitants.

## Géographie
Čukarica est complètement entourée par les autres municipalités de Belgrade : elle est bordée par la Save à l’ouest, par les municipalités de Savski venac au nord et au nord-est, de Rakovica à l’est, de Voždovac au sud-est, de Barajevo au sud et d’Obrenovac au sud-ouest. La municipalité est située au sud-ouest du centre-ville de Belgrade. Elle comprend le bois de Makiš, sur les bords de la Save, et la plus grande île de Belgrade, Ada Ciganlija.

## Histoire
La municipalité de Čukarica a été instituée pour la première fois le 30 décembre 1911. Après la Seconde Guerre mondiale, les municipalités de Belgrade furent abolies et la ville fut divisée en districts (en serbe : рејон et rejon) ; Čukarica fit alors partie du Rejon VII. La municipalité fut rétablie en 1957. Et, en 1960, elle intégra la municipalité voisine de Umka et, en 1974, celle de Rakovica.

## Subdivisions administratives

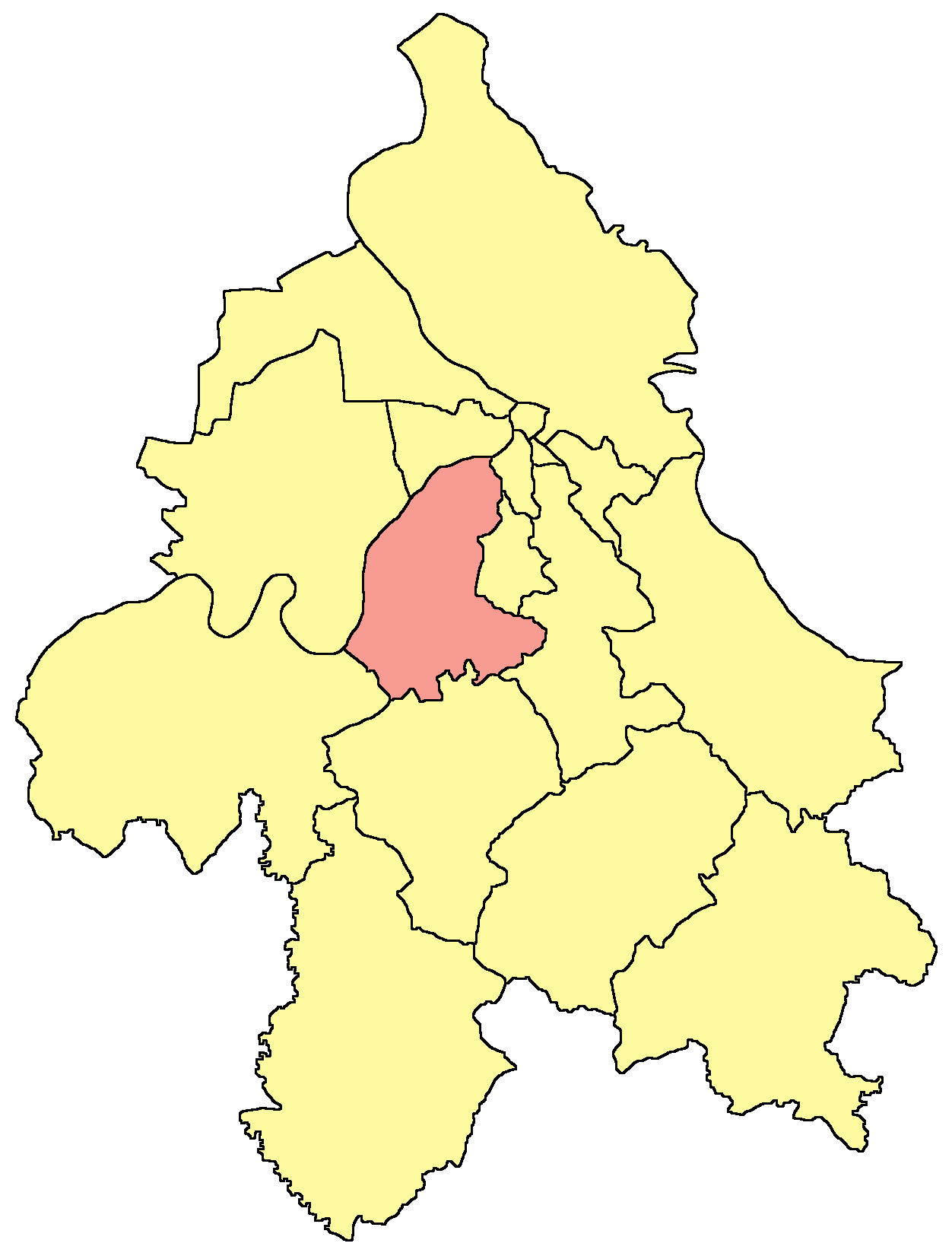
Localisation de la municipalité de Čukarica dans le district de Belgrade

La municipalité de Čukarica est une des 10 municipalités urbaines du district de Belgrade. En revanche, elle intègre également des localités et des villes qui sont à l'extérieur de la ville de Belgrade proprement dite.
Le quartier de Čukarica, au sens restreint du terme, a donné son nom à la municipalité tout entière ; il est situé sur une hauteur qui domine la rive droite de la Save. Il est bordé par les quartiers de Careva Ćuprija et de Senjak (au nord), de Banovo brdo (à l'est), de Julino Brdo (au sud), et de Makiš, Ada Ciganlija (à l'ouest). La partie la plus occidentale du quartier de Čukarica, située sur le flanc de la colline est connue sous le nom de Čukarička Padina. En 2002, le quartier comptait 7 068 habitants, 17 788, en comptant Čukarička Padina).

### Quartiers de Belgrade
| - Ada Ciganlija - Azbestno Naselje - Banovo brdo - Bele Vode - Careva Ćuprija | - Cerak - Cerak II - Cerak Vinogradi - Čukarica - Čukarička Padina | - Filmski Grad - Golf Naselje - Julino Brdo - Košutnjak - Makiš | - Novi Železnik - Orlovača - Repište - Rupčine - Stari Cerak | - Sunčana Padina - Žarkovo - Žarkovo Selo - Železnik - Železnik Selo |

### Faubourgs de Belgrade (localités)
| - Velika Moštanica - Ostružnica - Pećani - Rucka | - Rušanj - Sremčica - Umka |

## Démographie

### Évolution historique de la population
| 1961   | 1971    | 1981    | 1991    | 2002    | 2011    |
| ------ | ------- | ------- | ------- | ------- | ------- |
| 53 060 | 102 189 | 132 123 | 150 257 | 168 508 | 179 031 |

## Religion
Sur le plan religieux, la municipalité de Čukarica est essentiellement peuplée de Serbes orthodoxes. Elle relève de l'archevêché de Belgrade-Karlovci (en serbe cyrillique : Архиепископија београдско-карловачка), qui a son siège à Belgrade.

## Politique

### Élections locales de 2008
À la suite des élections locales serbes de 2008, les 45 sièges de l'assemblée municipale de Čukarica se répartissaient de la manière suivante, :
| Parti                        | Sièges |
| ---------------------------- | ------ |
| Parti démocratique           | 17     |
| Parti radical serbe          | 15     |
| Parti démocratique de Serbie | 6      |
| Parti libéral démocrate      | 5      |
| Union rom de Serbie          | 2      |

Milan Tlačinac, membre du Parti démocratique du président Boris Tadić, qui conduisait la coalition politique Pour une Serbie européenne, a été élu président de la municipalité.

### Élections locales de 2012
À la suite des élections locales serbes de 2012, les 45 sièges de l'assemblée municipale de Čukarica se répartissaient de la manière suivante :
| Parti                                                                         | Sièges |
| ----------------------------------------------------------------------------- | ------ |
| Parti démocratique                                                            | 17     |
| Parti progressiste serbe (SNS)                                                | 14     |
| Parti démocratique de Serbie                                                  | 6      |
| Parti socialiste de Serbie - Parti des retraités unis de Serbie - Serbie unie | 5      |
| Parti libéral démocrate                                                       | 3      |

Zoran Gajić, membre du Parti démocratique de l'ancien président Tadić, a été élu président de la municipalité.

## Architecture
- la maison de Radomir Ćirković (1 rue Turgenjevljeva), 1935[10]
- l'église de la Nativité-de-la-Mère-de-Dieu (Velika Moštanica), 1858[11]
- l'l'église Saint-Nicolas (Ostružnica), 1831-1833[12]
- les magasins Janić (4 Trg Karađorđevih ustanika, Ostružnica), première moitié du XIXe siècle[13]
- la kafana Janić à Ostružnica (19 rue Karađorđeva, Ostružnica), début du XIXe siècle[14]
- le site de Ledine à Žarkovo ( Žarkovo)[15]
- l'école élémentaire Ljuba Nenadović à Žarkovo (25 rue Ace Joksimovića, Žarkovo), 1912-1914[16]
- le bâtiment de la Monnaie nationale (2 rue Pionirska), 1927-1929[17]
- la vieille école de Žarkovo (2 rue Ace Joksimovića à Žarkovo), milieu du XIXe siècle[18]
- la sucrerie de Čukarica (3a rue Radnička), 1899-1901[19]
- le quartier de Topčider[20]

## Économie
Čukarica fut le premier secteur de Belgrade à s'industrialiser, à la fin du XIXe siècle et au début du XXe siècle. Elle demeure encore aujourd'hui un des secteurs les plus industrialisés de la capitale serbe, notamment avec les quartiers de Železnik, Žarkovo et Bele Vode. Le commerce s'y est également développé, au cours des vingt dernières années, notamment dans le quartier de Banovo brdo.

## Transports

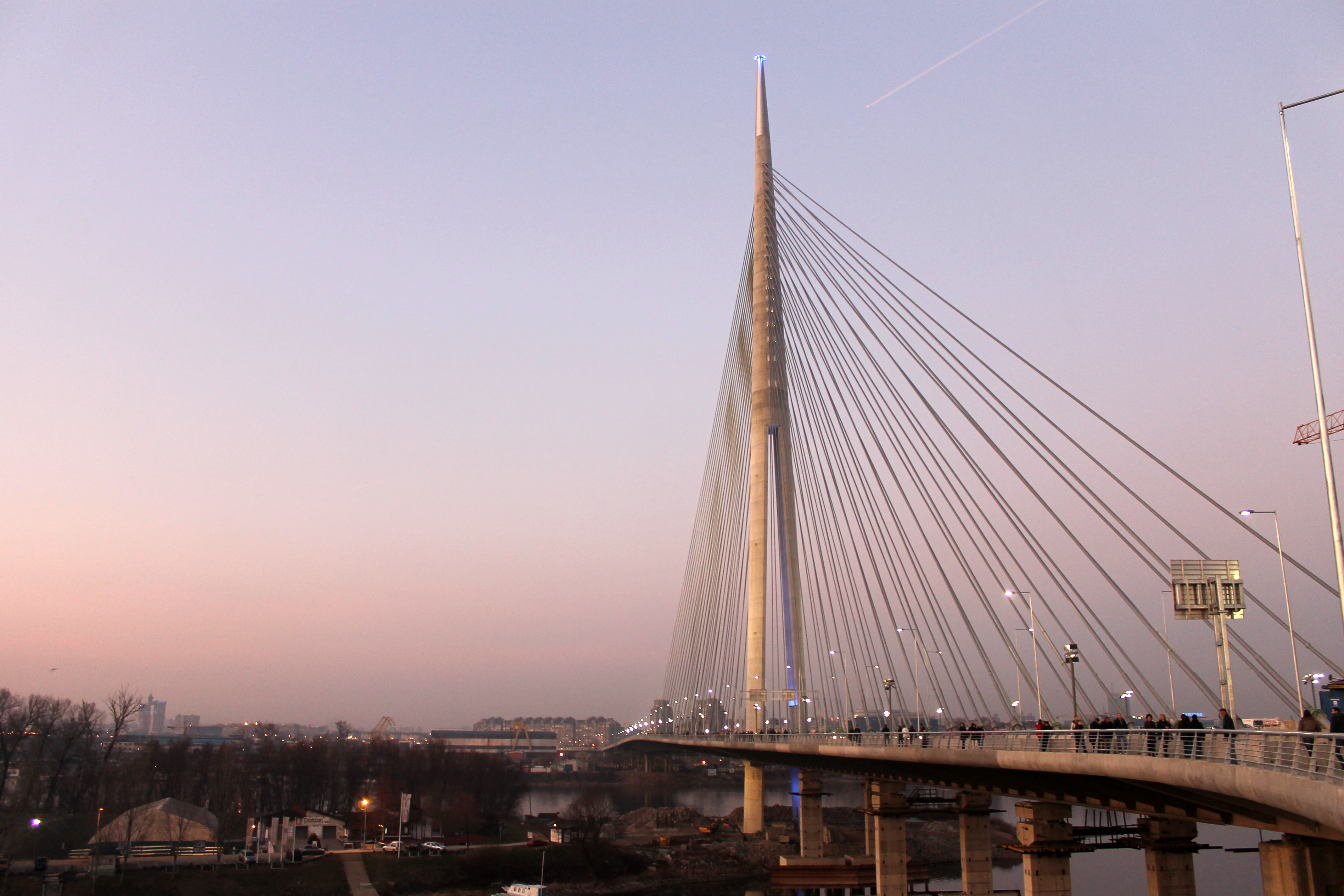
Le pont d'Ada en 2012

Quelques-unes des routes les plus importantes de l'ouest de la Serbie ont comme origine la municipalité de Čukarica, comme l'Ibarska magistrala et la Savska magistrala. L'Obrenovački put, la « route d'Obrenovac », qui est officiellement considéré comme la plus longue rue de la capitale, est située dans la municipalité. Selon la Direction des routes, elle s'étend sur 11 km. Cette rue traverse des zones boisées et presque inhabitées, puis elle se prolonge à l'extérieur de la ville de Belgrade au sens restreint du terme (uža teritorija grada). Une rocade intérieure est en projet à Belgrade, impliquant la construction d'un nouveau pont sur la Save, le pont d'Ada Ciganlija, qui soulagera le trafic sur les ponts de Branko et de Gazela,.
La plus grande et la plus importante gare de marchandises et gare de triage est située dans la municipalité, ainsi que les principales installations du système d'alimentation en eau de la capitale (dans le quartier de Makiš).

## Loisirs et tourisme
L'île d'Ada Ciganlija, située dans la municipalité, constitue le plus important centre de loisirs de la capitale serbe ; elle est connue pour ses plages et ses installations sportives qui, pendant l'été, accueillent plus de 100 000 visiteurs par jour et jusqu'à 300 000 visiteurs en fin de semaine. Le parc forestier de Košutnjak attire lui aussi de nombreux promeneurs.

## Coopération internationale
La ville de Čukarica est jumelée avec :
- Berane (Monténégro) depuis le 20 mai 1985
- Kumanovo (Macédoine du Nord) depuis le 26 décembre 2002
- Istočno Novo Sarajevo (Bosnie-Herzégovine) depuis le 20 mai 2004
- Thasos (Grèce) depuis le 28 février 2008
- Ervenik (Croatie) depuis le 14 octobre 2013
- Petrovac (Bosnie-Herzégovine) depuis le 14 avril 2018
- Héraklion (Grèce) depuis le 9 février 2019